# 小金義照

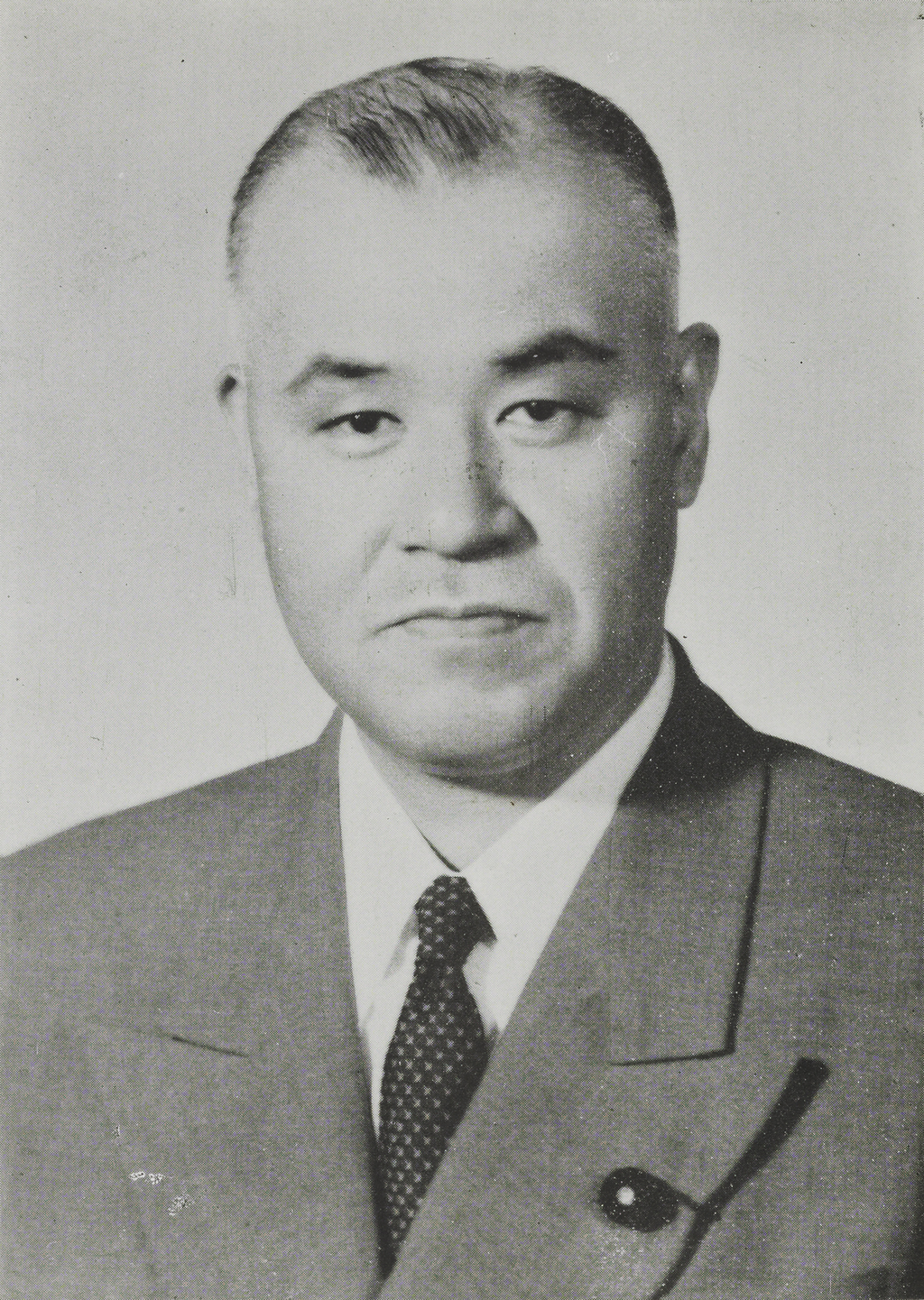
小金義照

小金 義照（こがね よしてる、1898年2月28日 – 1984年2月11日）は、日本の政治家・官僚。郵政大臣。

## 来歴・人物
神奈川県足柄上郡酒田村（現・開成町）に、酒造業・小金仁左衛門の四男として生まれる。神奈川県立小田原中学校（現：神奈川県立小田原高等学校）、一高を経て、1922年東京帝国大学法学部を卒業、農商務省に入省する。特許局属。商工省鉱山局長、鉄鋼局長、燃料局長官を歴任した。
戦後の1949年第24回衆議院議員総選挙に旧神奈川3区から無所属で立候補し当選する（当選同期に佐藤栄作・前尾繁三郎・橋本龍伍・麻生太賀吉・小渕光平・西村英一・橋本登美三郎・福永健司・塚原俊郎・木村俊夫・藤枝泉介・稲葉修・河本敏夫・森山欽司・有田喜一など）。以後当選8回。自由党に入党し、吉田茂に可愛がられ党政務調査会副会長、国会対策委員長などを務める。保守合同後は宏池会に所属し、自由民主党資金局長、全国組織委員長を歴任するが、商工省の先輩である岸信介、同じ選挙区のライバルである河野一郎らと折り合いが悪かったことが災いし、1950年代後半は「万年大臣候補」と呼ばれ、入閣のチャンスに恵まれなかった。
1960年、第2次池田内閣で郵政大臣として入閣する。現在3階以上の建物には必ず1階部分に郵便受けが設置されているが、これは配達員の負担を軽減するため、小金が大臣の時に郵便法改正（1961年）で定められたものである。その後内閣改造で同じ派閥の小坂善太郎外務大臣、荒木万寿夫文部大臣が留任したにもかかわらず、小金だけが退任させられたことから領袖池田勇人との関係が悪化し、福田赳夫らの「党風刷新連盟」（のちの清和政策研究会）に移る。1972年落選により政界から引退する。
1970年勲一等瑞宝章受章。
1984年2月11日、小田原市の自宅が火災に遭い救出されたが、大火傷を負って死去した。85歳没。同年3月6日、特旨を以て位記を追賜され、死没日付で従三位に叙された。
子に元経済企画庁国民生活局長の小金芳弘、義弟に満州国国務院総務庁次長を務めた古海忠之。